# Taxithelium leptopunctatum
Taxithelium leptopunctatum är en bladmossart som beskrevs av Brotherus 1897. Taxithelium leptopunctatum ingår i släktet Taxithelium och familjen Sematophyllaceae. Inga underarter finns listade i Catalogue of Life.